# مرکز پزشکی منطقه آناهایم
مرکز پزشکی منطقه آناهایم (به انگلیسی: Anaheim Regional Medical Center) بیمارستانی در شهر آناهایم، کالیفرنیا ایالات متحده آمریکا است که در ۱۹۵۸ میلادی ساخته شد و دارای ۲۲۳ تخت است.